# الدين في تونس
| الدين في تونس | الدين في تونس | الدين في تونس | الدين في تونس | الدين في تونس |
| ------------- | ------------- | ------------- | ------------- | ------------- |
| الدين         | الدين         |               | النسبة        | النسبة        |
| الإسلام       | الإسلام       |               | 99%           | 99%           |
| ديانات أخرى   | ديانات أخرى   |               | 1%            | 1%            |

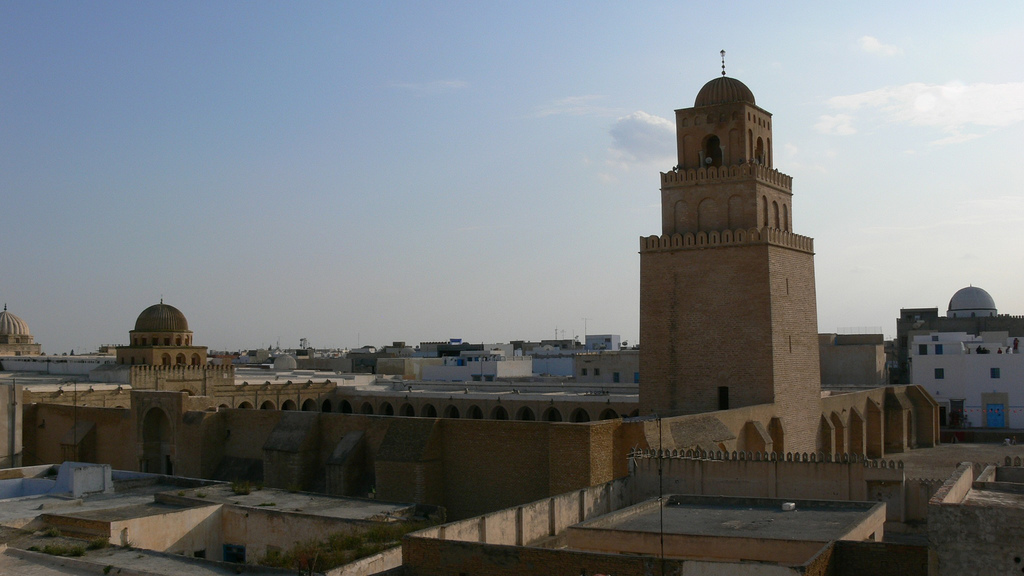
صورة لمسجد عقبة بن نافع في القيروان، تونس.

يعتبر الدين الإسلامي دين الغالبية في تونس الذي يعتنقه حوالي 99% من المواطنين. تخطلت في تونس الأديان ويتبين ذلك بوجود الإسلام الذي يدل عليه انتشار المساجد والزوايا ووجود المسيحية بوجود الكنائس ووجود اليهودية بوجود الكنيس.

## وصلات خارجية
- وزارة الشؤون الدينية.